# Tomás el Nitri

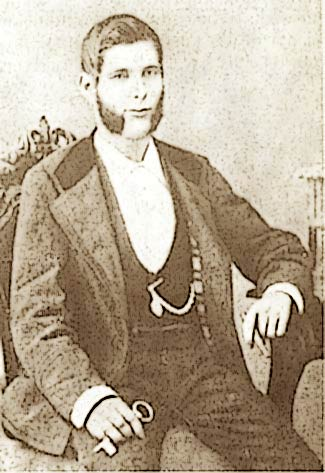
Tomás el Nitri mit dem Llave de Oro del Cante

Tomás el Nitri, eigentlicher Name wahrscheinlich Tomás Francisco Lázaro de la Santa Trinidad Ortega López Heredia Monge (* wahrscheinlich 17. Dezember 1838 in El Puerto de Santa María, Provinz Cádiz; † 2. November 1877 in Jerez de la Frontera), war ein spanischer Flamenco-Sänger.

## Leben
Um das Leben von Tomás el Nitri rankt sich eine Reihe von Theorien und Mythen. Weit verbreitet war die Ansicht, er habe Tomás Medrano Vargas geheißen und sei in Arcos de la Frontera geboren. 1973 stieß Luiz Suárez Avila in El Puerto de Santa María auf ein Taufbuch, das auf das Taufdatum 14. Dezember 1850 und den Namen Tomás Vargas Suárez Ortega de la Seda hinzudeuten schien. Dort war allerdings kein Geburtsort vermerkt. Aufgrund von genealogischen Recherchen kam Manuel Bohórquez zu dem Schluss, dass es sich bei Tomás el Nitri um einen Neffen von El Fillo gehandelt haben müsse und dass seine Eltern Andrés Ortega Heredia (1810–1869) und Luisa López Monge gewesen seien. Für Tomás Francisco Lázaro de la Santa Trinidad Ortega López Heredia Monge gibt es eine Taufurkunde mit dem Geburtsdatum 17. Dezember 1838.
Der mutmaßliche Vater Andrés Ortega Heredia war von Beruf Schmied. Bis Tomás el Nitri 15 Jahre alt war, lebte die Familie in El Puerto de Santa María. 1853 zogen sie nach Cádiz um. Tomás ergriff zunächst den Beruf seines Vaters. Die Familie war eng verbunden mit der musikalischen Kultur ihrer Volksgruppe, der Gitanos. So trat auch Tomás als Sänger und Tänzer bei Familientreffen auf, inspiriert von in den in näherer Umgebung wohnenden Meistern beider Disziplinen. Schließlich verließ er das Elternhaus und gab seinen Handwerksberuf auf, um in Triana, Málaga, Granada und Jerez de la Frontera zu singen. Der hoch angesehene Sänger führte einen leichtsinnigen Lebenswandel. Alkohol und Glücksspiel schwächten seine Gesundheit. Im Alter von 38 Jahren starb er an Tuberkulose.
Laut Manolo Caracol war Tomás el Nitri auch ein guter Tänzer, bevor er sich ganz dem Gesang zuwandte.
Tomás el Nitri war befreundet mit Silverio Franconetti. Die künstlerische Rivalität der beiden wurde zur Legende – und zu einem frühen Paradigma der Rivalität zwischen Gitanos und Andalusiern im Flamenco. Die beiden trafen sich viele Male während ihrer künstlerischen Laufbahn, weigerten sich jedoch beide, jeweils vor dem anderen zu singen.

## Rezeption
Tomás el Nitri galt als exzellenter Interpret der schwermütigen Seguiriya und als einer der besten Sänger in der Ära der Cafés cantantes.
Er war der erste Sänger, der den Llave de Oro del Cante verliehen bekam, den angesehensten Preis für Gesang im Flamenco. Laut José Luis Pantoja Antúnez habe der Schlüssel aus 72 Unzen Silber bestanden; der wohlhabende El Planeta habe ihn gestiftet. Letzteres ist aber anzuzweifeln, da El Planeta vermutlich bereits 1856 starb. Silverio Franconetti persönlich habe den Preis in einem Café cantante in Málaga überreicht.